# Harald Hamrell
Ivar Olof Harald Hamrell, nascut el 13 de desembre 1960 a Uppsala, és un  director de cinema, guionista i actor suec.

## Biografia
Hamrell va créixer en una família acadèmica a Kåbo a Uppsala on la mare era una matemàtica i el pare un politòleg. Un dels amics de la infància d'Hamrell posseïa una càmera de súper 8 mm que Hamrell va poder utilitzar. Més tard va comprar la seva pròpia càmera i als onze anys va fer les seves pròpies pel·lícules que va mostrar als estudiants del Bergaskolan on assistia.
Quan tenia vuit anys, va fer una audició per al paper d'Emil a l'adaptació cinematogràfica dels llibres d'Astrid Lindgren. Després de quedar segon (Jan Ohlsson va aconseguir el paper) va ser consolat per la germana gran Ulla. Havia treballat per Vilgot Sjöman, i a través d'aquest contacte el 1974 va obtenir un petit paper  a En handfull kärlek. A través d'aquest paper, més tard se li va demanar que fes una audició per a Pojken med guldbyxorna, on va aconseguir el paper principal quan tenia 15 anys. Hamrell ha descrit el rodatge com a fantàstic i que es va apropar a l'equip de filmació. També ha descrit la celebritat que va seguir després de l'èxit com a divertida inicialment, però que es va convertir en un infern.
Hamrell es veu principalment com a director i es va convertir en guionista per obrir oportunitats per dirigir. Quan tenia 16 anys, va treballar com a assistent de direcció per a Bo Widerberg, que ha descrit com "una manera d'entrar". També ha descrit Widerberg com un mentor. Va fer el seu debut com a director amb el curtmetratge de 1978 Läkka vid reaktor 4. Posteriorment ha dirigit diverses pel·lícules i sèries de televisió, com ara Storstad (1990), Snoken (1993–1995), Om Stig Petrés hemlighet (2004), Arne Dahl: Misterioso (2011) o Äkta människor (2012–2013). També ha dirigit onze pel·lícules sobre Martin Beck entre 1998 i 2009. En els darrers anys, també ha dirigit Äkta människor, Fröken Frimans krig, it Vår tid är nu.

## Família
Hamrell té dues filles, Jenny i Hanna Hamrell. Jenny Hamrell va aparèixer el 2006 a la pel·lícula Beck – Flickan i jordkällaren. Hamrell viu a la Enskede a Estocolm.

## Filmografia selecta
- 1975 – Pojken med guldbyxorna (TV)
- 1975 – Ungkarlshotellet (TV film)
- 1976 – Mannen på taket
- 1981 – Operation Leo
- 1984 – Sköna juveler
- 1986 – Studierektorns sista strid (TV)
- 1987 – Nionde kompaniet
- 1988 – Mimmi (TV)
- 1989 – Täcknamn Coq Rouge
- 1990 – Storstad (director)
- 1993 – Snoken (TV) (també director)
- 1994 – Den vite riddaren (TV) (even director)
- 1996 – Sånt är livet
- 1996 – Vinterviken (edirector i guionista)
- 1998 – Beck – Moneyman (director)
- 1998 – Beck – Monstret (director)
- 1997 – Emma åklagare (TV)
- 1999 – En häxa i familjen (director)
- 1999 – In Bed with Santa (screenwriter)
- 2001 – Beck – Mannen utan ansikte (director)
- 2002 – Beck – Sista vittnet (director)
- 2002 – Beck – Okänd avsändare (even director)
- 2003 – Ramona (director)
- 2004 – Om Stig Petrés hemlighet (TV) (director)
- 2006 – Beck – Flickan i jordkällaren (director)
- 2006 – Beck – Skarpt läge (director)
- 2007 – Beck – Det tysta skriket (director)
- 2007 – Beck – Den svaga länken (even director)
- 2008 – Livet i Fagervik (TV)
- 2009 – Beck: L'ull de la tempesta (director)
- 2010 – Kommissarie Späck
- 2010 – Beck – Levande begravd (director)
- 2011 – Arne Dahl: Misterioso
- 2012 – Real Humans (TV)